# Zdrówko
Zdrówko (oryg. Cheers) – amerykański serial komediowy (sitcom), realizowany w latach 1982–1993. W ciągu 11 lat (stworzono tyleż samo serii), powstało 271 odcinków. Opowiada losy kilku mieszkańców Bostonu, którzy regularnie spotykają się w jednym z miejscowych pubów (84 Beacon St., Boston, MA 02108) i plotkują. Serial nagrodzony łącznie 6 nagrodami Złotego Globu, w latach 1983–1991. Po zakończeniu realizacji serialu rozpoczęto pracę nad jego spin-offem Frasier, który trwał przez kolejne 11 lat.

## Obsada
Wykaz obejmuje wszystkich aktorów, którzy wystąpili w co najmniej 6 odcinkach serialu.
- Ted Danson jako Sam „Mayday” Malone (wszystkie 271 odcinków)
- Rhea Perlman jako Carla Tortelli (271 odcinków)
- John Ratzenberger jako Cliff Clavin (271 odcinków)
- George Wendt jako Hilary Norman „Norm” Peterson (271 odcinków)
- Kelsey Grammer jako dr Frasier Crane (204 odcinki)
- Woody Harrelson jako Woody Boyd (201 odcinków)
- Kirstie Alley jako Rebecca Howe (149 odcinków)
- Shelley Long jako Diane Chambers (124 odcinki)
- Al Rosen jako Al (87 odcinków)
- Bebe Neuwirth jako dr Lilith Sternin-Crane (81 odcinków)
- Nicholas Colasanto jako Ernie „Coach” Pantusso (71 odcinków)
- Paul Willson jako Paul Krapence (55 odcinków)
- Alan Koss jako Alan (41 odcinków)
- Peter Schreiner jako Pete (40 odcinków)
- Philip Perlman jako Phil (39 odcinków)
- Tim Cunningham jako Tim (37 odcinków)
- Steve Giannelli jako Steve (28 odcinków)
- Jackie Swanson jako Kelly Gaines (24 odcinki)
- Roger Rees jako Robin Colcord (18 odcinków)
- Keene Curtis jako John Allen Hill (15 odcinków)
- Hugh Maguire jako Hugh (15 odcinków)
- Larry Harpel jako Larry (11 odcinków)
- Thomas Babson jako Tom (11 odcinków)
- Paul Vaughn jako Paul (10 odcinków)
- Jay Thomas jako Eddie LeBec (10 odcinków)
- Tony DiBenedetto jako Tony (9 odcinków)
- Richard Doyle jako p. Walter Gaines (8 odcinków)
- Michael Holden jako Joe (8 odcinków)
- Mark Arnott jako Mark (8 odcinków)
- Ken DuMain jako klient (8 odcinków)
- Tory Christopher jako właściciel baru (8 odcinków)
- Jack Knight jako Jack (7 odcinków)
- Frances Sternhagen jako Esther Clavin (7 odcinków)
- Tom Skerritt jako Evan Drake (7 odcinków)
- Christopher Graves jako Frederick Crane (6 odcinków)
- Harry Anderson jako Harry „The Hat” Gittes (6 odcinków)
- Dan Hedaya jako Nick Tortelli (6 odcinków)
- Jean Kasem jako Loretta Tortelli (6 odcinków)
- Kevin Graves jako Frederick Crane (6 odcinków)

i inni